# 寿进站
壽進站（：／ Sujin yeok */?）是首都圈電鐵8號線沿線的一座地下車站，位於韓國京畿道城南市壽井區壽進洞。本站與新興站之間可藉由城南中央地下商街連通。

## 車站構造
站體為2面2線側式月台的地下車站，候車月台設有月台幕門，並有4處出口。

### 月台配置
| 新興 ↑ |
| \| 上  |
| ↓ 牡丹 |

| 月台 | 路線           | 目的地                                     |
| ---- | -------------- | ------------------------------------------ |
| 上行 | ●首爾地鐵8號線 | 福井、可樂市場、石村、蠶室、千戶、別內方向 |
| 下行 | ●首爾地鐵8號線 | 牡丹方向                                   |

## 歷史
- 1996年11月23日：落成啟用。

## 車站周邊
- 城南中央初等學校
- 國民健康保險公團（朝鲜语：국민건강보험공단）城南北部支社
- 星湖市場
- 城一中學
- 城南中學
- 城南綜合運動場
- 城一高校
- 城一情報高校
- 東廣高校
- 城南高校
- 城南女子高校
- 城南室內體育館

## 圖片

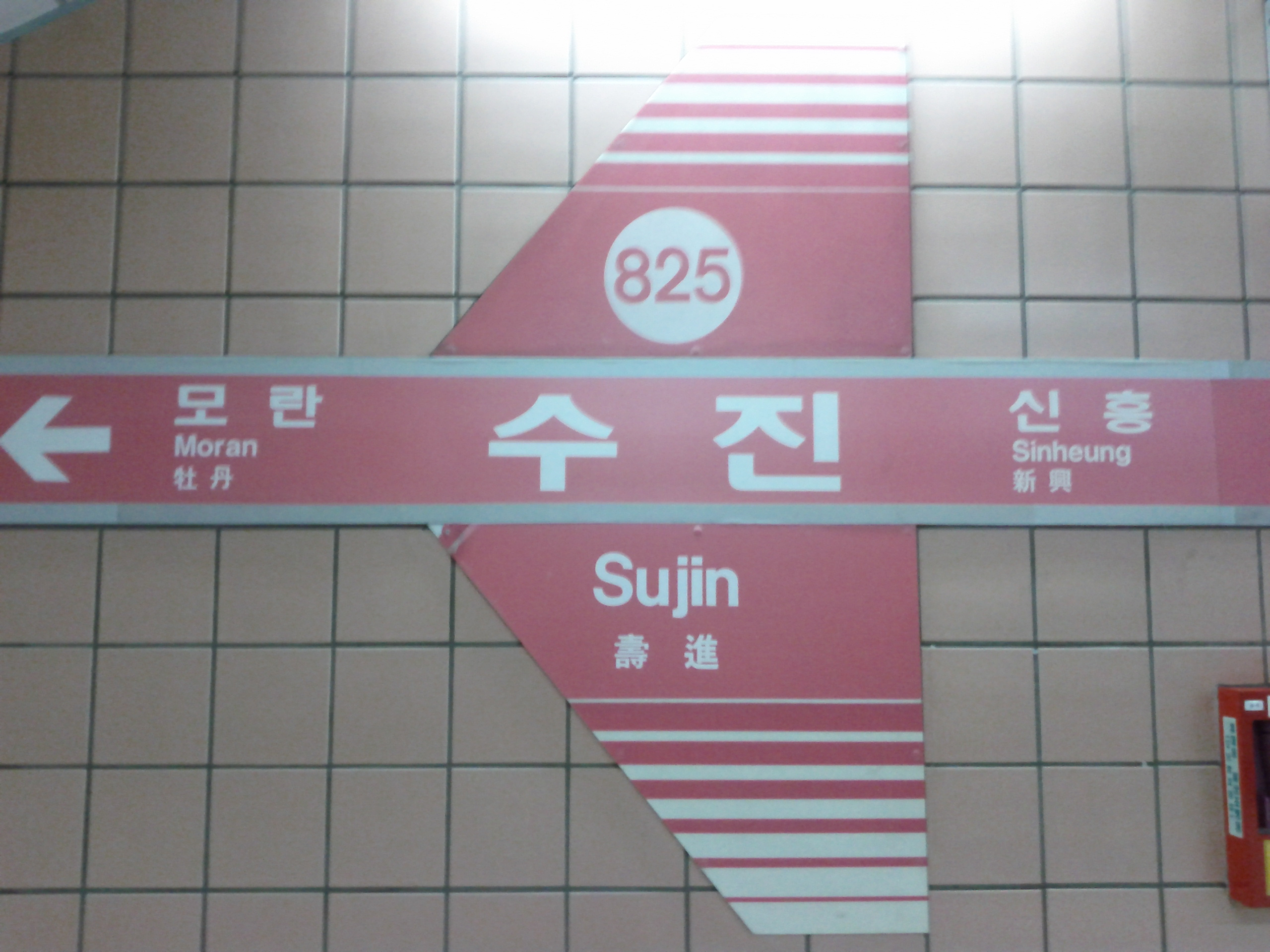
站名牌
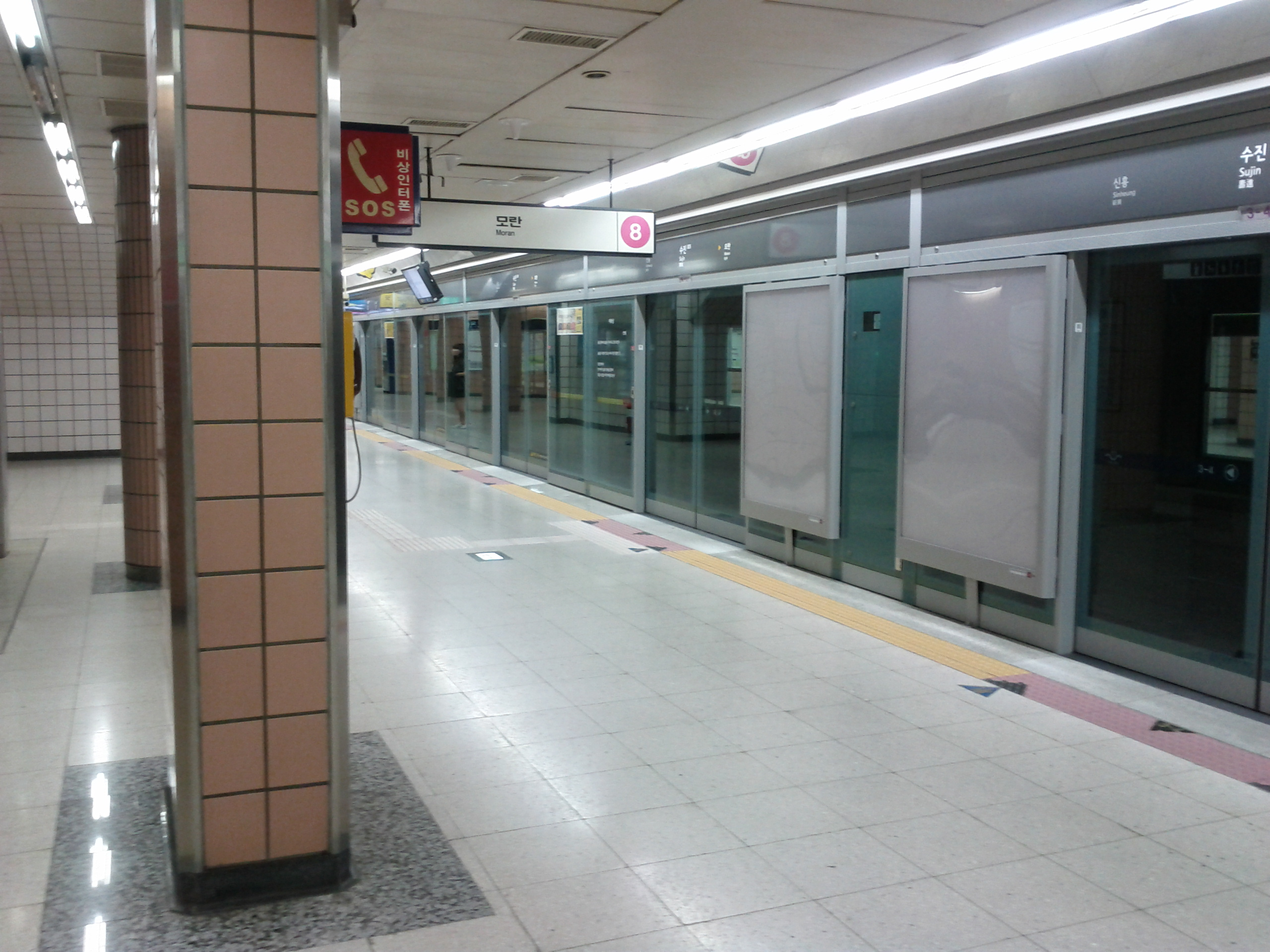
候車月台
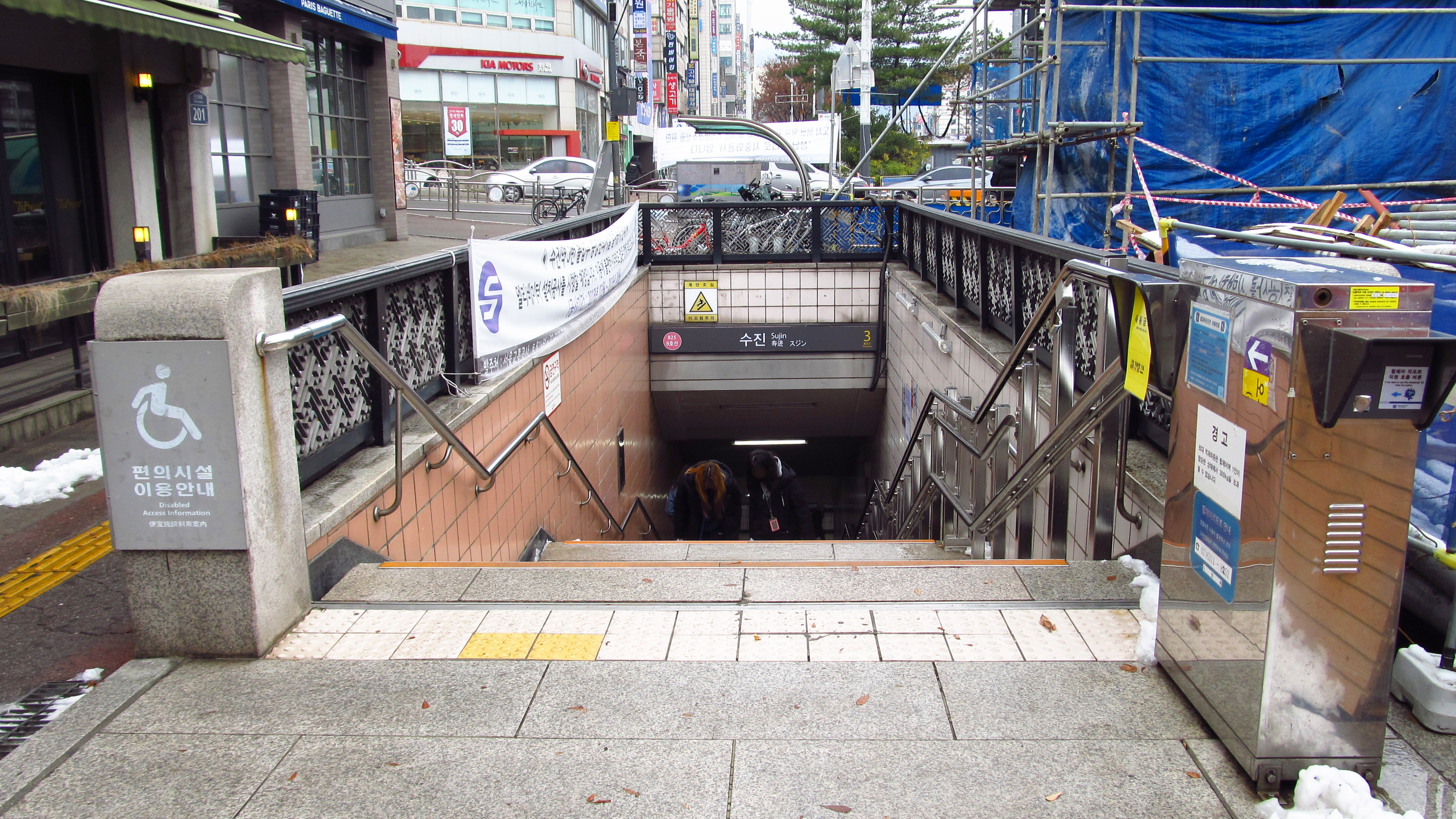
3號出口

## 相鄰車站
首爾交通公社
●首爾地鐵8號線
新興（825）－壽進（826）－牡丹（827）